# Quiétus
Pour le single du groupe Epica, voir Quietus (Silent Reverie).
Fulvius Quietus, appelé simplement Quiétus, fut l'un des usurpateurs classés par l'histoire Auguste dans les Trente Tyrans qui prirent la pourpre impériale sous l'empereur Gallien.
Il était le plus jeune fils de Macrien, qui s'était proclamé empereur en 260 et avait été associé au pouvoir avec son frère Macrien le Jeune. Pendant que son père et son frère passaient en Illyrie où ils furent battus et tués, Quietus assurait leurs arrières en Asie. Il est abandonné d'une partie de ses troupes, assiégé dans Émèse par Odénat, et tué par les habitants, probablement à l'instigation de Balliste qui lui succède.

## Monnayage
Le numismate Henry Cohen publie plusieurs types de monnaies de Quiétus, en or et en billon dévalué, ce qui confirme la réalité historique de son bref règne.